# Liste der denkmalgeschützten Objekte in Chodová Planá
Grundlage dieser Liste der denkmalgeschützten Objekte in Chodová Planá ist die ÚSKP-Liste (Ústřední seznam kulturních památek České republiky, deutsch Zentrale Liste der Kulturdenkmäler der Tschechischen Republik), die von der tschechischen Denkmalschutzbehörde NPÚ (Národní památkový ústav, deutsch Nationale Denkmalbehörde) seit 1987 geführt wird und an die seit dem Jahr 1850 geschaffenen Listen anschließt.

## Denkmalgeschützte Objekte nach Ortsteilen

### Chodová Planá
| Lage                                              | Objekt                                  | Beschreibung                            | ÚSKP-Nr.                  | Bild                           |
| ------------------------------------------------- | --------------------------------------- | --------------------------------------- | ------------------------- | ------------------------------ |
| nördlicher Ortsteil bei Nr. 288 (Standort)        | Kapellchen                              | Kapellchen                              | 10558/4-5003 Info Katalog | BW                             |
| an der Landstraße nach Mariánských Lázní ()       | Grenz-Kreuz                             | Grenz-Kreuz                             | 18973/4-1870 Info Katalog |                                |
| (Standort)                                        | Kirche hl. Johannes der Täufer          | Kirche hl. Johannes der Täufer          | 17997/4-1750 Info Katalog | Kirche hl. Johannes der Täufer |
| Chodová Planá 2, südöstlich der Kirche (Standort) | altes Schloss Chodová Planá             | Wohnhaus altes Schloss                  | 18030/4-1753 Info Katalog | BW                             |
| Chodská 95 (Standort)                             | Haus Nr. 95                             | Wohnhaus                                | 18059/4-1754 Info Katalog | BW                             |
| vor der Kirche (Standort)                         | Säule mit Statue der hl. Jungfrau Maria | Säule mit Statue der hl. Jungfrau Maria | 33340/4-1751 Info Katalog | BW                             |
| Pohraniční stráže 196 (Standort)                  | Schloss Chodová Planá                   | Schloss                                 | 26199/4-1749 Info Katalog | BW                             |

### Boněnov
| Lage                     | Objekt                                | Beschreibung                          | ÚSKP-Nr.                  | Bild |
| ------------------------ | ------------------------------------- | ------------------------------------- | ------------------------- | ---- |
| beim Friedhof (Standort) | Kapelle Allerheiligste Dreifaltigkeit | Kapelle Allerheiligste Dreifaltigkeit | 21691/4-1698 Info Katalog | BW   |
| Boněnov 26 (Standort)    | Bauernhof Nr. 26                      | Bauernhof                             | 24554/4-1699 Info Katalog | BW   |

### Výškovice
| Lage                                            | Objekt  | Beschreibung | ÚSKP-Nr.            | Bild |
| ----------------------------------------------- | ------- | --- | ------------------- | ---- |
| st. 9, Výškovice bei Michalových Hor (Standort) | Kapelle | Kapelle aus dem Jahr 1775 auf dem ehemaligen Dorfplatz des untergegangenen Dorfes, errichtet auf Kosten des Bauern Hans Georg Wurtinger und seines Schwiegersohns Elias Zaschek. Nach dem Jahr 1945 verschwand die Inneneinrichtung der Kapelle, die aus dem 18. Jahrhundert stammte. Vor der Kapelle steht eine Gedenk-Linde, ungefähr 200 Jahre alt. | 105594 Info Katalog | BW   |

### Dolní Kramolín
| Lage                                   | Objekt        | Beschreibung  | ÚSKP-Nr.                  | Bild           |
| -------------------------------------- | ------------- | ------------- | ------------------------- | -------------- |
| Brücke über den Kosový Bach (Standort) | Straßenbrücke | Straßenbrücke | 44335/4-4521 Info Katalog | weitere Bilder |

### Michalovy Hory
| Lage                                      | Objekt                        | Beschreibung                  | ÚSKP-Nr.                  | Bild |
| ----------------------------------------- | ----------------------------- | ----------------------------- | ------------------------- | ---- |
| vor der Nr. 13 (Standort)                 | Statue hl. Antonius von Padua | Statue hl. Antonius von Padua | 32512/4-1815 Info Katalog | BW   |
| Michalovy Hory 61 (Standort)              | Rathaus                       | Rathaus                       | 16188/4-1813 Info Katalog | BW   |
| südöstlich des Ortsrandes (Standort)      | Kirche Erzengel Michael       | Kirche Erzengel Michael       | 16376/4-1814 Info Katalog | BW   |
| bei der Treppe zur Pfarrkirche (Standort) | Statue hl. Josef              | Statue hl. Josef              | 21517/4-3557 Info Katalog | BW   |

### Pístov
| Lage                | Objekt                                  | Beschreibung                            | ÚSKP-Nr.                  | Bild                                    |
| ------------------- | --------------------------------------- | --------------------------------------- | ------------------------- | --------------------------------------- |
| Pístov (Standort)   | Kirche hl. Bartholomäus                 | Kirche hl. Bartholomäus                 | 14060/4-1756 Info Katalog | weitere Bilder                          |
| Pístov 1 (Standort) | Pfarrhaus                               | Pfarrhaus                               | 26177/4-1757 Info Katalog | weitere Bilder                          |
| Pístov (Standort)   | Denkmal für die Opfer des Todesmarsches | Denkmal für die Opfer des Todesmarsches | 44345/4-4522 Info Katalog | Denkmal für die Opfer des Todesmarsches |

### Výškov
| Lage                                                        | Objekt | Beschreibung                | ÚSKP-Nr.                  | Bild |
| ----------------------------------------------------------- | ------ | --------------------------- | ------------------------- | ---- |
| oberhalb des Dorfes bei der Landstraße nach Michal. Hory () | Kreuz  | Kreuz                       | 21572/4-1758 Info Katalog |      |
| auf dem Lazur-Berg (Standort)                               | Burg   | Burg, archäologische Spuren | 103242 Info Katalog       | BW   |